# ویاارا
ویاارا (به انگلیسی: Vyara) یک منطقهٔ مسکونی در هند است که در Vyara Taluka واقع شده‌است. ویاارا ۶۹ متر بالاتر از سطح دریا واقع شده‌است.